# Lilium georgei
Lilium georgei é uma espécie de planta com flor, pertencente à família Liliaceae.
A planta é nativa de Myanmar e alcança a altura de 15-45 centímetros florescendo a uma altitude de 2 700 - 3 400 metros